# Arthémon Hatungimana
Arthémon Hatungimana (Burundi, 21 de enero de 1974) es un exatleta de Burundi, especializado en la prueba de 800 m en la que llegó a ser subcampeón mundial en 1995.

## Carrera deportiva
En el Mundial de Gotemburgo 1995 ganó la medalla de plata en los 800 metros, con un tiempo de 1:45.64 segundos, quedando tras el danés Wilson Kipketer y por delante del noruego Vebjørn Rodal (bronce).